# Houston Texans
Els Houston Texans són una franquícia de futbol americà amb seu a Houston (Texas). En l'actualitat són membres de la divisió sud de l'American Football Conference (AFC) de la National Football League.
Els Texans es van unir a l'NFL l'any 2002 com un equip d'expansió completant la llista de 32 equips actuals. L'anterior equip de la ciutat, els Houston Oilers, va marxar a Nashville (Tennessee) i va canviar de nom a Tennessee Titans l'any 1999. És un dels sis equips de l'NFL que encara no ha jugat cap Super Bowl.

## Palmarès
- Campionats de lliga (0)
- Campionats de divisió (0)
- Campionats de conferència (4):
  - AFC Sud: 2011, 2012, 2015, 2016.

## Estadis
- NRG Stadium[2] (2002–present) Té una capacitat per 71.795 espectadors.[3]